# Крель, Лудольф
Лу́дольф фон Крель (нем. Ludolf von Krehl; 26 декабря 1861[…], Лейпциг, Королевство Саксония — 26 мая 1937[…], Гейдельберг) — немецкий патофизиолог, терапевт. Основные труды по физиологии и патологии кровообращения и теплообмена, патогенезу лихорадки. Автор классического руководства по патологической физиологии (1893). Сын востоковеда Кристофа Креля.

## Биография
Крель обучался в Гейдельбергском и Лейпцигском университетах, а позже поступил помощником Эрнста Леберехта Вагнера (1829—1888) и Генриха Куршмана в медицинской клинике в Лейпциге. В 1888 году он получил свою докторскую степень и в 1892 году возглавил медицинскую клинику в Йене. В 1899 году он стал директором клиники в Марбургском университете, а вскоре стал профессором клинической патологии и терапии внутренних болезней в Грайфсвальде (1900—1902).
С 1902 по 1904 год он был профессором Тюбингенского университета, а в 1904 году он сменил Бернгарда Наунина в Страсбургском университете. В Страсбурге совместно с Альбертом Френкелем занимался изучением вопросов внутривенного введения строфантина. С 1907 по 1932 год он был профессором и директором медицинской клиники в Гейдельбергском университете. Одним из его более известных помощников в Гейдельберге был Виктор фон Вайцзеккер (1886—1957).
После первой мировой войны Крель уделил большое внимание психофизиологическим процессам физиологии, влиянию аффектов на телесные функции и на соматические заболевания.
Фон Крель был инициатором создания «Института медицинских исследований им. Кайзера Вильгельма», который сегодня известен как Институт медицинских исследований Общества Макса Планка в Гейдельберге.

## Научные труды
Среди его работ был знаковый учебник по патологической физиологии, который заложил научную основу для клинической медицины. Этот учебник был впервые опубликован в 1893 году как «Grundriß der allgemeinen klinischen Pathologie» (позже известный как Pathologische Physiologie), и в конечном итоге выдержал до четырнадцати изданий.
- von Krehl L. Beiträge zur Kenntniss der Füllung und Entleerung des Herzens, von L. Krehl.. — S. Hirzel, 1891.
- Krehl L. Grundriss der allgemeinen klinischen Pathologie. — Vogel, 1893.
- Krehl L. Die Erkrankungen des Herzmuskels und die nervösen Herzkrankheiten. — Hölder, 1901. — Т. 15.
- Krehl L. Pathologische physiologie. — FCW Vogel, 1907.

- Krehl L. Ein Gespräch über Therapie //Deutsche Zeitschrift für Nervenheilkunde. — 1913. — Т. 47. — №. 1. — С. 344—351. doi:10.1007/BF01878668